# 李東鎮
李 東鎮（イ・ドンジン、朝鮮語: 이동진/李東鎭、1931年10月9日 - 1997年1月15日）は、大韓民国の政治家、実業家、陸軍軍人。第6・11・13代大韓民国国会議員。本貫は慶州李氏。

## 経歴
1931年10月9日、日本統治時代の朝鮮で忠清北道の永同郡に生まれた。永同中・高を経て1951年に陸軍総合学校を卒業し、少尉に任官。1958年に慶熙大学校法科大学を卒業後、ソウル大学校行政大学院を修了した。その後渡米しアメリカ合衆国の陸軍歩兵学校を卒業した。
1961年の5・16軍事クーデターでは陸軍少領で陸軍司令官・陸軍参謀総長の特別補佐官となった。1963年、陸軍中領に予備役編入したのちは政界に転身し、同年11月26日に実施された第6代総選挙に永同地区より民主共和党から立候補して当選し、国会議員となった。その後も2度国会議員となったほか、新韓国党、新政治国民会議の創設に参加した。実業家としては大韓重石理事、高麗合纖理事、三益住宅建設株式会社副社長、韓国建設業副会長、盛林企業会長などを歴任し、韓国の建設会社の中東進出に貢献した。また、大田国際博覧会では国会支援特別委員会の委員長を務めた。
1997年1月15日、肝癌のため66歳で死去した。